# NGC 84
NGC 84 — звезда в созвездии Андромеды. Внесена в каталог Гийомом Бигурданом в 1884 году. Описание Дрейера: «очень тусклый объект, представляет собой звезду с туманностью». Иногда обозначение NGC 84 приписывают спиральной галактике PGC 1384, расположенной поблизости и входящей в скопление галактик NGC 80.
Этот объект входит в число перечисленных в оригинальной редакции «Нового общего каталога».